# Ґуба-Хачмазький економічний район

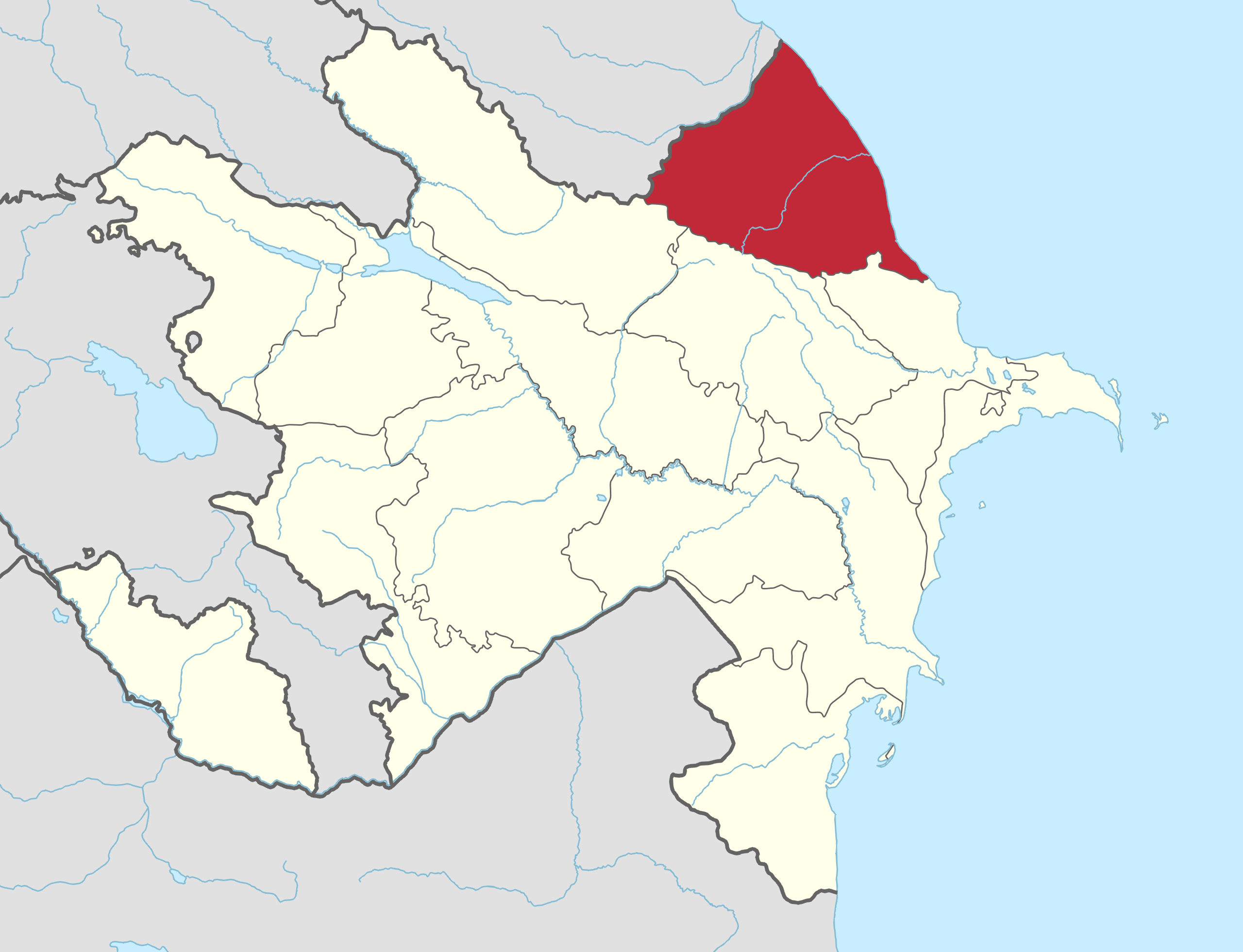
Карта Азербайджану на якій позначено Ґуба-Хачмазький економічний район

Ґуба-Хачмазький економічний район (азерб. Quba-Xaçmaz iqtisadi rayonu) — один з економічних районів Азербайджану. Розташований у північно-східній частині Азербайджану. Включає Шабранський, Хачмазький, Губинський, Гусарський та Сиазаньський адміністративні райони. Найрозвиненішим містом економічного району є Ґуба. Вся територія регіону географічно відноситься до європейської частини Азербайджану.

## Опис
На півночі район межує з Дагестанською Республікою Російської Федерації, на сході омивається Каспійським морем, на південному сході межує з Апшеронським економічним районом, на півдні з Ширваном, а на південному заході з Шекі-Загатальским економічним районом. Через місто Шабран проходили каравани «Великого шовкового шляху».
Площа — 6960 км² становить 8,8 % від загальної площі республіки. Населення — 525,7 тис. чол. (станом на початок 2015 року).
Економічний район має своєрідний рельєф — густа мережа повноводних річок з великими водними ресурсами.

## Населення
Загальне населення регіону — 453,1 тис. осіб, що становить 5,6 % від населення країни. У зв'язку з рельєфно-кліматичними умовами переважна частина населення проживає в рівнинній зоні уздовж узбережжя Каспійського моря.

## Промисловість
Основу економіки району становить сільське господарство. Виробництво килимів, за яким район є одним з провідних у республіці (Ґуба, Гонагкенд, Хачмаз, Гусар)
Видобуток: нафта, природний газ, горючі сланці, пісок, щебінь, глина. 10-11 % території району вкрито лісами.
Виробництво: розвинена легка і харчова промисловість. Основу аграрно-промислового комплексу складають виробництво фруктово-овочевих консервів, видобуток риби, килимарство. Галузі важкої промисловості представлені видобутком нафти і газу в Сіазані, заводом електротехніки в Губі, цехом по переробці відходів чорної металургії, цегляними заводами в Губі, Сіазані та Хачмазі, підприємствами з виробництва тари.
Сільське господарство: виробництво овочів і фруктів. У Хачмазі, Шабрані та Сіазані вирощують виноград, в Гусарському районі — картоплю. В районі повсюдно вирощується пшениця. М'ясо-молочне тваринництво розвинене на рівнинній зоні, а вівчарство — у гірській та передгірській зонах. У Сіазані, Шабран і Чархи створені птахівницькі комплекси.

## Інфраструктура
Транспортна інфраструктура: територією району проходять залізниця і автомобільна дороги, магістральні нафто-, газо — і водопроводи, лінії телекомунікацій. Лінії комунікацій, що зв'язують Росію і Азербайджан, проходять через цей район.
Територією району проходять 7,4 % (загальна протяжність 123 км) всіх залізниць республіки. Загальна протяжність автомобільних доріг в економічному районі становлять 1883 км, тобто 7,9 % загальної протяжності автомобільних доріг Азербайджанської республіки.
Соціальна інфраструктура: в районі діють масова бібліотека, театр, лікарня та інші об'єкти інфраструктури.

## Туризм
Регіон є важливим курортно-санаторним районом країни, маючи багаті курортно-рекреаційні ресурси. Так в Шабранському районі функціонує санаторій на основі цілющої води джерела Галаалті.